# 주디 홀리데이
주디 홀리데이(Judy Holliday, 1921년 6월 21일 ~ 1965년 6월 7일)는 미국의 배우, 코메디언, 가수이다.

## 영화
- 아담의 부인
- 춤추는 대뉴욕
- 귀여운 빌리 (1950년 영화)